# Покрајина Керман
Покрајина Керман (перс. استان کرمان; Ostān-e Kermān) је једна од покрајина Ирана, од 31 иранске покрајине. Обухвата средишње и југоисточне дијелове земље, а граничи се са Јаздском покрајином и Јужним Хорасаном на сјеверу, Систаном и Балучистаном на истоку, Хормозганом на југу, те Фарсом на западу. Керманска покрајина обухвата површину од 180.726 km², а према подацима 2016. године у њој је живјело 	3.164.718 становника. Сједиште покрајине налази се у граду Керману.

## Окрузи
- Анарски округ
- Анбарабадски округ
- Арзујски округ
- Бафтски округ
- Бамски округ
- Бардсирски округ
- Џирофтски округ
- Фахраџански округ
- Фарјапски округ
- Јужнорудбарски округ
- Кахнуџански округ
- Калеганџански округ
- Кермански округ
- Кухбанански округ
- Мануџански округ
- Нармаширски округ
- Раборски округ
- Рафсанџански округ
- Раварски округ
- Ригански округ
- Сирџански округ
- Шахребабачки округ
- Зарандски округ[3]